# Stanisław Popławski
Stanisław Popławski [staňisuav popuavski] (22. dubna 1902 Wyndyczany – 10. srpna 1973 Moskva) byl sovětský a polský generál.

## Biografie
Narodil se v roce 1902. Od roku 1920 byl v Rudé armádě. V letech 1930 až 1931 velel četě ve 137. střeleckém pluku. V době německé invaze do SSSR v roce 1941 byl velitelem 720. střeleckého pluku. Od října 1941 do ledna 1942 byl náčelníkem štábu 363. střelecké divize. Poté velel 256. střelecké divizi, následně 220. střelecké divizi. Poté se stal velitelem 45. střeleckého sboru v 5. armádě.
V roce 1944 přešel k polské armádě v SSSR, od 26. září 1944 do 19. prosince 1944 velel v hodnosti generálmajora 2. polské armádě. Pak se stal velitelem 1. polské armády (do 10. srpna 1945).
Po válce od roku 1949 vykonával funkci druhého náměstka ministra národní obrany. Později se vrátil do Sovětského svazu a v roce 1963 odešel do důchodu v hodnosti armádního generála. Zemřel roku 1973 v Moskvě.